# حركيات (الجزائر)
نساء  قاتلن ضد  جبهة التحرير الوطني الجزائرية خلال ثورة التحرير الجزائرية كانو تابعين    لمنطقة  كاتينا  (السطارة حاليا) حيت  عرضت عليهم  قوات  الاحتلال الفرنسية حمل السلاح.
في منطقة كاتينا (السطارة حاليا) في سنة 1959 انشئت هاته الحركة النسوية التابعة لجيش الاحتلال الفرنسي وهي الوحيدة في كل تورة التحرير، هذه الفصيلة انشئت بقرار من الملازم الفرنسي انريبت رئيس الفصيلة الادارية المتخصصة لمنطقة كاتينا حيت كانت معروفة تحت اسم (حركات كاتينا) بعد تدريب دام عدة شهور تحملن مسؤوليت حماية الطريق إلى الميلية وحماية المزارع والمحاصيل الزراعية والبناء 
هاته المبادرة التي قام به  الملازم  انريبت  بانشاء هاته الفصيلة النسوية وصلت إلى القيادة العليا.حيت  زاره  القائد الاعلى  في الجيش  الجنرال شارل ديغول  سنة 1960 في اطار  زيارة ميدانية  عسكرية  بجابن الجنرال روجي  ترينكي  قائد القطاع العملياتى للميلية ,
هاد التنظيم  قاموا  بحله   منتصف  1961.